# Stichkanal Misburg

Stichkanal im Bereich des Misburger Hafens (westlich der Straßenbrücke)

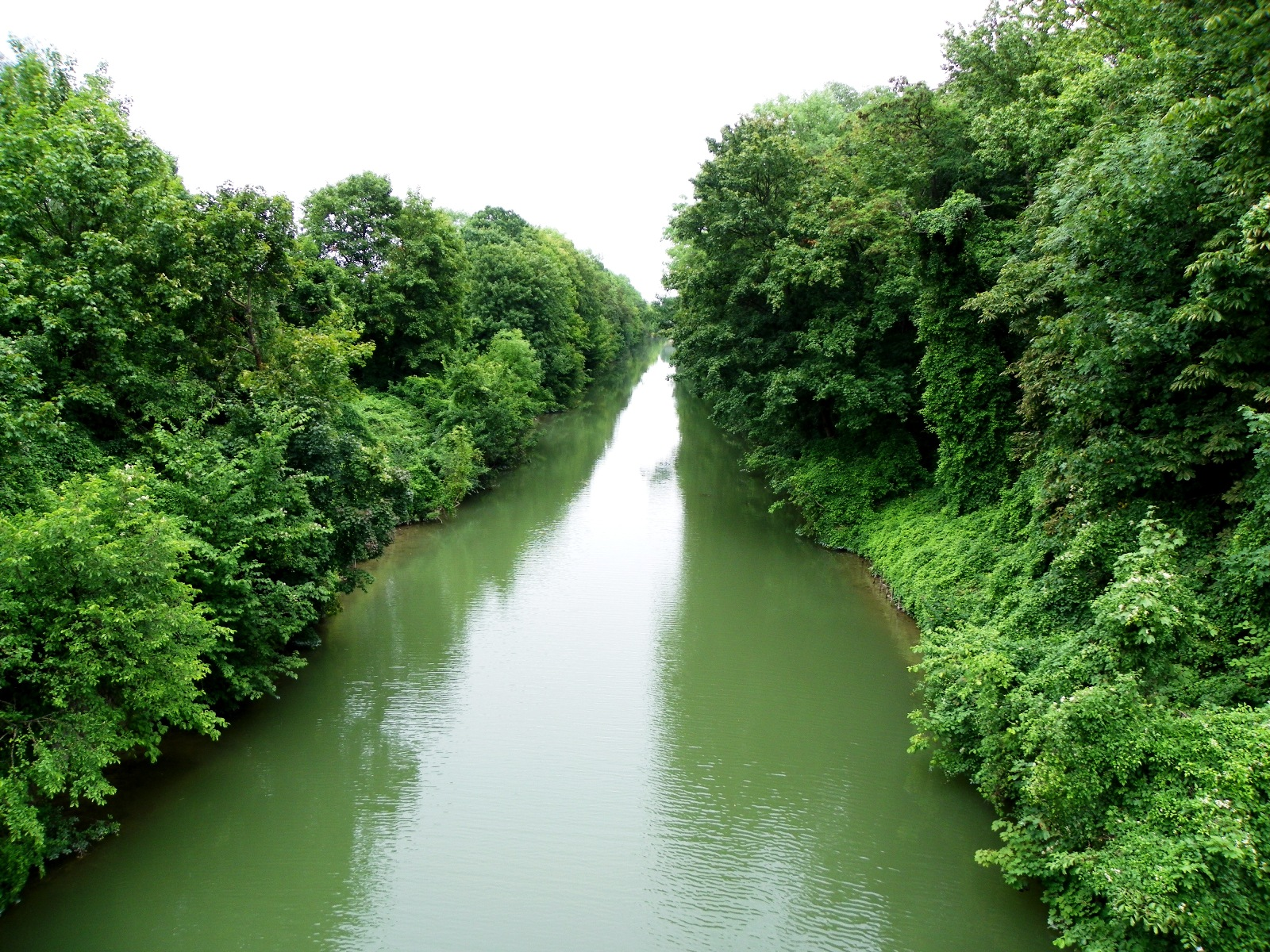
Stichkanal nach der Hafenanlage (östlich der Straßenbrücke)

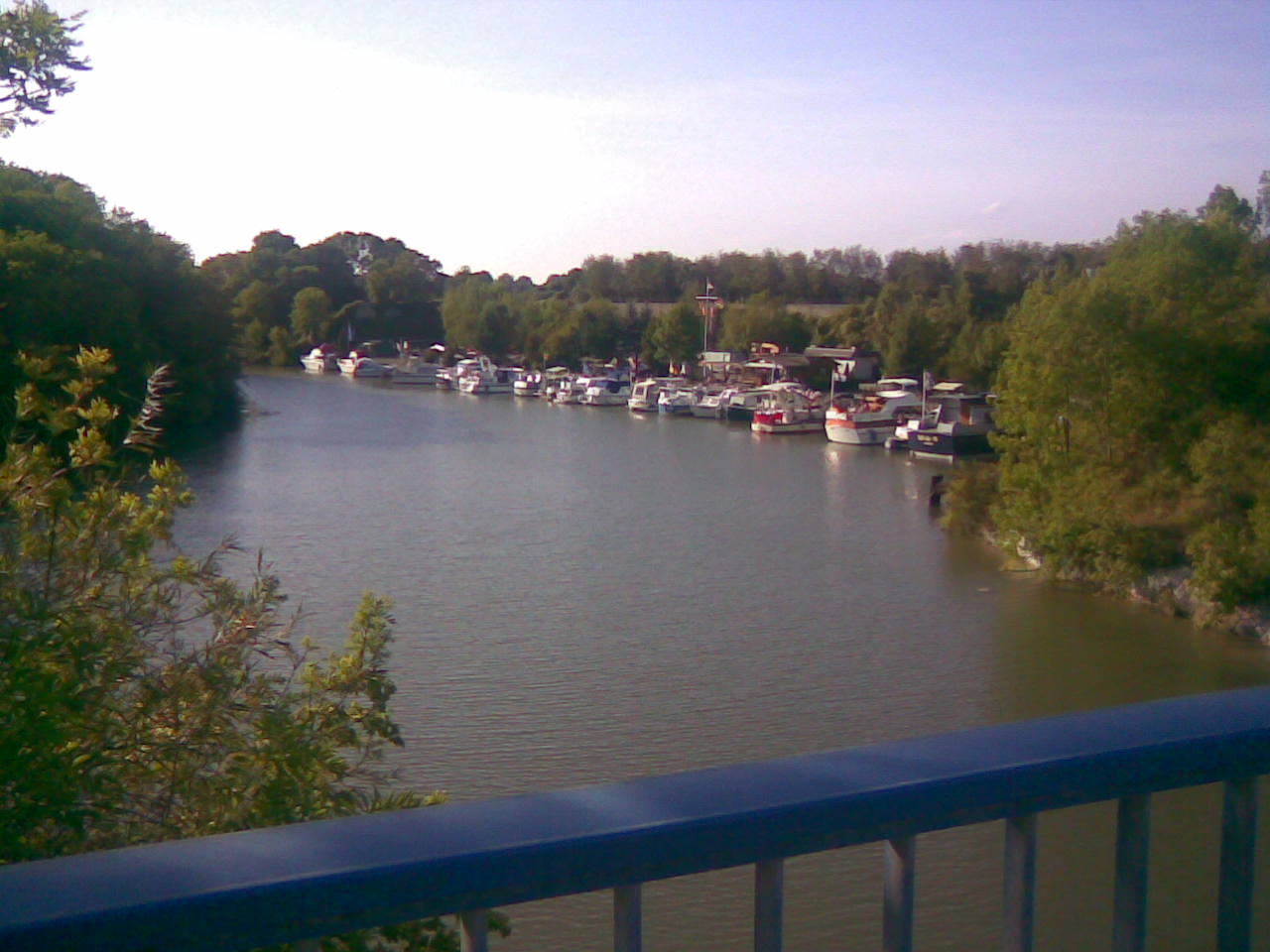
Motorsporthafen am Stichkanal

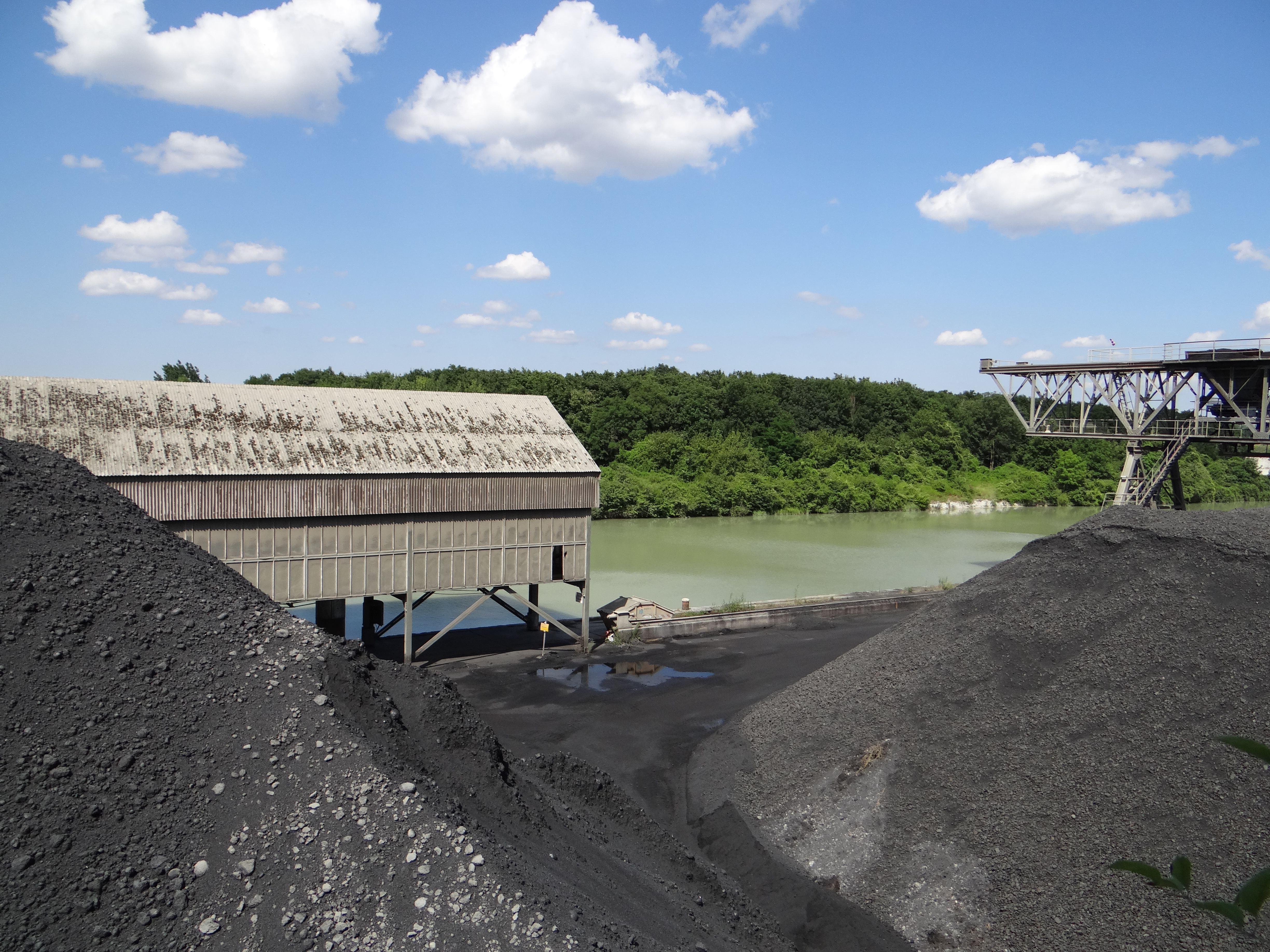
Das Ende: Ladestelle des Zementwerks

Der Stichkanal Misburg (SKM) in Hannover ist ein Abzweig des Mittellandkanals. Bundeswasserstraße ist er bis zum Misburger Hafen. Er liegt an der Grenze der hannoverschen Stadtteile Misburg-Nord und Misburg-Süd.

## Verlauf
Der Abzweig des Stichkanals liegt bei MLK-km 171,142. Bis SKM-km 0,919 führt er als Bundeswasserstraße, für die seit dem 5. Februar 2020 das neu geschaffene Wasserstraßen- und Schifffahrtsamt Mittellandkanal / Elbe-Seitenkanal zuständig ist (zuvor das Wasserstraßen- und Schifffahrtsamt Braunschweig), zum Misburger Hafen. Von dort bis km 1,780 befindet sich das Gebiet der Misburger Hafengesellschaft. Das Hafenareal südlich vom Stichkanal hat eine Größe von ca. 20 ha und eine Kailänge von 280 m.
Nach der Hafenanlage führt der Stichkanal weiter zum Motorsporthafen des Hannoverschen Motorboot-Clubs (HMC) mit einer Slipanlage (bei km 2,5) und verzweigt sich danach zur Umschlagstelle des Zementwerks Teutonia und in einen etwa 800 m langen Arm, der bei der Industrie-Ethanol-Fabrik KWST (Kraul & Wilkening und Stelling) endet.
Die Gesamtlänge des Stichkanals beträgt ca. 3,3 km.

## Geschichte
Der heutige Stichkanal wurde zunächst von 1914 bis 1916 als Mittellandkanal bis zum Misburger Hafen gebaut und endete beim damaligen km 172,263 mit einer Wendestelle. Nach dem Ende des Ersten Weltkriegs wurde für den weiteren Ausbau des Mittellandkanals eine neue Trasse gewählt. Es entstand aus der alten Strecke der heutige Stichkanal.
Nördlich des Stichkanals baute in den 1930er Jahren die inzwischen stillgelegte Erdölraffinerie Deurag-Nerag einen Ölumschlaghafen. Da die Industrieanlage ein wichtiges Angriffsziel im Zweiten Weltkrieg darstellte, wurde der Stichkanal in den letzten Kriegsjahren durch Tarnnetze überdeckt, um den anfliegenden Bombern einen markanten Orientierungspunkt zu nehmen.
Über den Stichkanal führte während des Betriebs der Deurag-Nerag vor der Wendestelle eine Eisenbahnbrücke, die die Gleisanlagen des Nordteils mit dem Gleisanschluss an die Güterumgehungsbahn Hannover verband. Die Brücke wurde nach der Stilllegung der Raffinerie abgerissen. Lage und Gleisverlauf sind aber heute noch gut erkennbar.

## Ausbau
Der Ausbau des Stichkanals für größere Schiffstypen bis zum Misburger Hafen (entsprechend dem Ausbau des Mittellandkanals) wurde im Oktober 2007 fertiggestellt. Auf der Südseite neben den bestehenden Hafenanlagen wurde im Rahmen des Ausbaus im Bereich des ehemaligen Ölumschlaghafens eine naturnahe Flachwasserzone geschaffen.
Die Wasserspiegelbreite des SKM beträgt 33 m bei einer Wassertiefe von 4,0 m (bis Misburger Hafen, danach 3,5 m). Bei SKM- km 0,800 befindet sich eine Wendestelle.

## Industriebetriebe
Direkt an den Stichkanal oder über das Hafengelände angebunden sind zahlreiche größere Industriebetriebe wie
- Jungenthal Waggon GmbH
- Tanklager der VTG-LEHNKERING AG
- Betonwerk Quick-Mix Hannover GmbH & Co. KG
- Tönsmeier Entsorgung
- HeidelbergCement Zementwerk Hannover GmbH, ehemals Zementwerk Teutonia
- Kraul & Wilkening und Stelling GmbH – KWST (Alkoholherstellung)